# Inca Garcilaso de la Vega

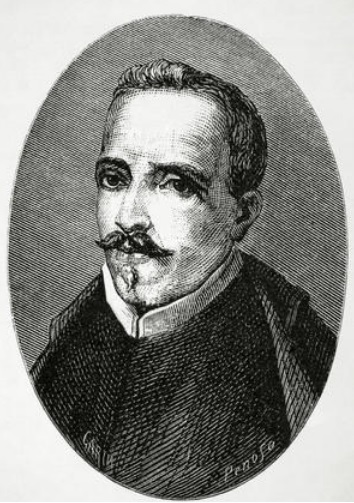
Portret Inca Garcilaso de la Vega.

Gómez Suárez de Figueroa, cunoscut sub pseudonimul Inca Garcilaso de la Vega (n. 12 aprilie 1539 – d. 23 aprilie 1616) a fost un scriitor peruvian de origine spaniolă și incașă.
În 1560 se stabilește în Spania.
În scrierile sale evocă pagini din istoria Imperiului Inca și a cuceririi spaniole.

## Opera
- 1590: Los dialogos de amor
- 1605: Înfloritul Imperiu Incas ("La florida del Inca")
- 1609: Comentarii regale ale incașilor ("Comentarios Reales de los Incas ")
- 1617: Istoria generală a Perú-ului ("Historia general del Perú"), publicată postum.

A publicat opera neoplatonică a lui Leon Evreul, Dialoghi di amore (1590, "Dialoguri despre iubire").